# Мелија (Месина)
Мелија је насеље у Италији у округу Месина, региону Сицилија.
Према процени из 2011. у насељу је живело 374 становника. Насеље се налази на надморској висини од 412 м.